# AS-201

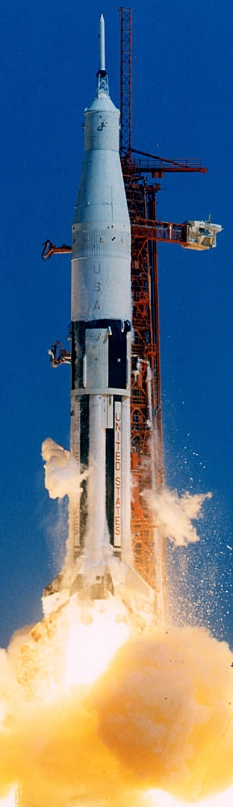
Start von AS-201

AS-201 (auch SA-201 genannt) war der erste unbemannte Testflug des Apollo-Raumschiffs der NASA.

## Vorbereitung
Sowohl für die Rakete als auch für die Nutzlast war es der erste Flug. Als Rakete stand erstmals eine Saturn IB zur Verfügung, die gegenüber der bisher verwendeten Saturn I einen größeren Schub entwickeln konnte und eine neue zweite Stufe hatte. Als Kennzeichen für die Saturn IB wurde eine „2“ in der Hunderterstelle der Missionsbezeichnung verwendet.
Die Nutzlast bestand aus einer frühen Version des Apollo-Raumschiffs mit der Seriennummer 009. Es war geplant, dass das Raumschiff die Erde nicht umkreisen sollte, sondern bereits kurz nach Brennschluss der Saturn das eigene Triebwerk zünden und eine erhöhte Wiedereintrittsgeschwindigkeit herbeiführen sollte, um den Hitzeschild zu testen.
AS-201 wurde auf Startrampe 34 des Luftwaffenstützpunkts Cape Canaveral montiert. Die einzelnen Teile der Rakete trafen auf dem Seeweg ein: die erste Stufe am 14. August 1965, die zweite Stufe am 19. September und die Instrumenteneinheit am 22. Oktober.
Der Transport des Apollo-Raumschiffs hatte sich verzögert, weil das Transportflugzeug „Pregnant Guppy“ aufgrund eines Maschinenschadens mehrere Tage auf der Ellington Air Force Base liegen geblieben war. Die Firma Aero Spacelines wurde verpflichtet, künftig Ersatzteile für die Flugzeuge an mehreren Flughäfen entlang den üblichen Strecken vorzuhalten.
Am 26. Dezember waren Rakete und Raumschiff fertig montiert, so dass die Tests beginnen konnten. Zu dieser Zeit war das Gemini-Programm zur Hälfte durchgeführt, fünf der geplanten zehn bemannten Raumflüge hatten bereits stattgefunden.

## Flugverlauf
Der Start war ursprünglich für den 23. Februar 1966 geplant, musste aber mehrmals wegen schlechten Wetters verschoben werden. Am 26. Februar wurde der Countdown drei Sekunden vor dem geplanten Start aufgrund eines Fehlers im Heliumsystem abgebrochen. Zwei Mal wurde die Startzählung zurückgesetzt und der Countdown bei T-15 Minuten neu aufgenommen. Vier Minuten vor dem Start meldete ein Spannungswächter, dass die Spannung auf einem Verteiler unterschritten sei, doch die Flugleitung entschied, den Start trotzdem durchzuführen.
Der Start erfolgte am 26. Februar 1966 um 16:12:01 UTC. Nach 147 Sekunden wurde in 57 km Höhe die erste Stufe abgeworfen, nach 602 Sekunden in 425 km die zweite, wobei die zweite Stufe zehn Sekunden länger brannte als geplant. Es folgte eine Phase antriebslosen Flugs. In 488 km Höhe zündete das Apollo-Raumschiff sein Triebwerk, um den Wiedereintritt zu beschleunigen. Das Triebwerk lief zuerst für 184 Sekunden, später noch einmal für zehn Sekunden. Die Eintrittsgeschwindigkeit in die Erdatmosphäre entsprach mit ca. 8.300 m/s (29.880 km/h) etwa der des Wiedereintritts nach einem orbitalen Flug.
Wie erwartet war die Funkverbindung 82 Sekunden lang unterbrochen. 36 Minuten und 59 Sekunden nach dem Start, um 16:49:00 UTC, wasserte die Apollo-Landekapsel im Südatlantik, bei 8,18°S und 11,15°W, 8472 km vom Startplatz und 72 km vom anvisierten Zielpunkt entfernt. Die Bergung erfolgte durch den Flugzeugträger USS Boxer zweieinhalb Stunden nach der Wasserung. Am 6. März wurde die Landekapsel in Norfolk, Virginia an Land gebracht und am 10. März mit einem Flugzeug zur weiteren Untersuchung zu North American Aviation nach Downey transportiert.

## Auswirkung auf das Apollo-Programm
Sowohl Rakete als auch Raumschiff arbeiteten größtenteils zufriedenstellend.
Drei größere Probleme wurden festgestellt:
- Das Apollo-Triebwerk arbeitete nur 80 Sekunden lang fehlerfrei. Durch ein Leck in einer Leitung war Helium in die Verbrennungskammer gelangt, was zu starken Schwankungen der Triebwerksleistung führte.
- Durch eine Fehlverkabelung verlor das Raumschiff die Steuerungsfähigkeit während des Wiedereintritts.
- Ein Kurzschluss führte dazu, dass Messungen während des Wiedereintritts nicht durchgeführt werden konnten.

Der nächste Test, AS-202 sollte ebenfalls ein suborbitaler Flug werden, es war eine längere Flugdauer und eine größere Anzahl von Triebwerkszündungen geplant. AS-203 wurde jedoch vorgezogen, weil das Apollo-Raumschiff noch nicht zur Verfügung stand.
Die Kommandokapsel CSM-009 wurde später für Fallversuche in der White Sands Missile Range verwendet. Heute steht sie im Strategic Air Command & Aerospace Museum in Ashland, Nebraska.